# 島根農政事務所
松江地域センターは、農林水産省の地方支分部局である中国四国農政局（岡山市）の出先機関。

## 組織
- 松江地域センター（松江市東朝日町）
  - 浜田支所（浜田市黒川町）

## 管内事務所
- 中海干拓建設事業所（松江市八束町江島字北新田）
  - 中海干拓建設事業所
- 斐伊川沿岸農業水利事業所（出雲市斐川町荘原）
  - 斐伊川沿岸農業水利事業所